# Municipio de Compton (Arkansas)
El municipio de Compton (en inglés: Compton Township) es un municipio ubicado en el condado de Yell en el estado estadounidense de Arkansas. En el año 2010 tenía una población de 94 habitantes y una densidad poblacional de 1,69 personas por km².

## Geografía
El municipio de Compton se encuentra ubicado en las coordenadas 34°56′35″N 93°27′11″O / 34.94306, -93.45306. Según la Oficina del Censo de los Estados Unidos, el municipio tiene una superficie total de 55.58 km², de la cual 55,32 km² corresponden a tierra firme y (0,48 %) 0,27 km² es agua.

## Demografía
Según el censo de 2010, había 94 personas residiendo en el municipio de Compton. La densidad de población era de 1,69 hab./km². De los 94 habitantes, el municipio de Compton estaba compuesto por el 92,55 % blancos, el 1,06 % eran de otras razas y el 6,38 % eran de una mezcla de razas. Del total de la población el 3,19 % eran hispanos o latinos de cualquier raza.